# John M. Kosterlitz
John Michael Kosterlitz, né le 22 juin 1943 à Aberdeen (Écosse), est un universitaire et physicien britannique naturalisé américain, co-lauréat du prix Nobel de physique 2016.

## Biographie
Fils du biochimiste Hans Walter Kosterlitz et neveu du réalisateur Henry Koster, il naît en Écosse de parents immigrés allemands juifs. John Kosterlitz est diplômé de l'université de Cambridge et effectue son doctorat à Oxford qu'il obtient en 1969. Il devient professeur de physique à l'université Brown, aux États-Unis, en 1982.

## Recherches
Ses recherches portent sur la physique de la matière condensée, la physique uni- et bi-dimensionnelle, les transitions de phase, les systèmes aléatoires, la localisation d'électrons, les verres de spin et la dynamique critique : fusion et congélation.

## Récompenses
Il est lauréat du prix Nobel 2016 avec Duncan Haldane et David J. Thouless pour leurs « découvertes théoriques des transitions de phase topologiques et des phases topologiques dans la matière »,.